# Miloš Krstić
Miloš Krstić (Svrljig, Serbia, 7 de marzo de 1987), futbolista serbio. Juega de volante y su actual equipo es el FC Thun de la Superliga de Suiza. 

## Clubes
| Club                  | País    | Año       |
| --------------------- | ------- | --------- |
| FK Rad Belgrado       | Serbia  | 2005-2007 |
| Olympique de Marsella | Francia | 2007-2009 |
| AC Ajaccio            | Francia | 2009      |
| OFK de Belgrado       | Serbia  | 2009-2011 |
| FK Jagodina           | Serbia  | 2012      |
| FC Thun               | Suiza   | 2012-     |